# Мархег
Мархег (нем. Marchegg) — город в Австрии, в федеральной земле Нижняя Австрия.
Входит в состав округа Гензерндорф. Население составляет 2875 человек (на 31 декабря 2005 года). Занимает площадь 45,52 км². Официальный код — 30835.

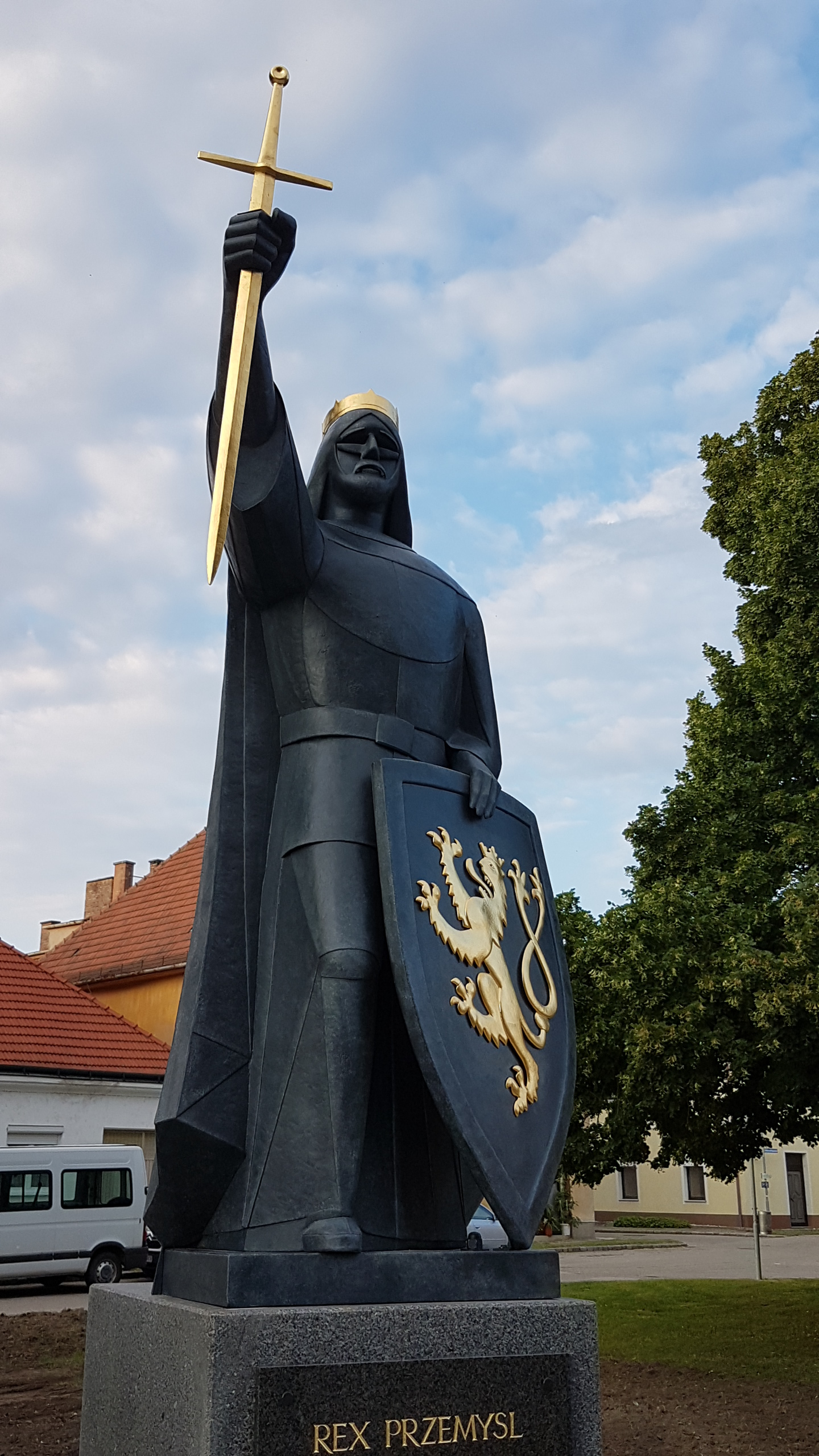
Памятник Пршемыслу Отакару II в Мархеге

## Политическая ситуация
Бургомистр коммуны — Петер Шмидт по результатам выборов 2005 года.
Совет представителей коммуны (нем. Gemeinderat) состоит из 21 места.
- АНП занимает 10 мест.
- СДПА занимает 10 мест.
- Партия BGL занимает 1 место.